# Joseph Jacquin
Joseph Jacquin, né le 23 novembre 1866 à  Saint-Bonnet-Tronçais (Allier) et mort le 9 janvier 1949 à Paris 7e, est un journaliste et dramaturge français.

## Biographie
Collaborateur chez les éditions Hachette, Joseph Jacquin est le rédacteur en chef du périodique illustré pour enfants Mon journal et du magazine d'actualité Lectures pour tous.
Outre sa carrière de journaliste, il écrit de nombreux romans et pièces de théâtre quasiment exclusivement à quatre mains, en collaboration notamment avec Davin de Champclos, Henry de Gorsse, Aristide Fabre ou encore Hervé de Peslouan .
Entre 1903 et 1922, Joseph Jacquin adapte une dizaine albums de Graham Clifton Bingham et George Henri Thompson : Train de plaisir ! ; Messieurs les animaux en voiture ; Les Animaux en pique-nique ; La Guerre des animaux ; Messieurs les animaux s’amusent ; Les Vacances au pays des animaux ; Noël au pays des animaux ; Fêtes nautiques chez les animaux ; Les Animaux en aéroplane ; Les Animaux à la ville ; Les Animaux chercheurs d’or. 
Il publie certains de ces textes dans les revues qu'il dirige, à l'instar de sa série consacrée aux « Petites filles du temps passé » : douze récits qu'il publie initialement sous le pseudonyme de Jean Castine, dont Kra-Gul, une petite fille à l'âge de pierre et Grite, une petite fille à l'âge de bronze dans le périodique Mon journal.

## Œuvres
- Mamz'elle Phryné, 1900Écrit avec Davin de Champclos.
- Âme de poupée, 1901Écrit avec Davin de Champclos.
- Les Cadets de Gascogne, 1905Écrit avec Henry de Gorsse.
- Le Chien de Serloc Kolmes, 1912Écrit avec Aristide Fabre.
- Petites filles du temps passé, 1913
- La Jeunesse de Cyrano de Bergerac, 1914Écrit avec Henry de Gorsse.
- Entre ciel et terre, aventures d'un détective aviateur, 1914Écrit avec Aristide Fabre.
- La Boy-scout de la revanche, 1916Écrit avec Aristide Fabre.
- Le Mystérieux Blessé, 1917Écrit avec Henry de Gorsse.
- Les Crimes qui font sourire. Ici l'on danse, 1921Écrit avec Henry Champly.
- Le Marquis Turlupin, opéra-comique en un acte, 1924Écrit avec Davin de Champclos.
- Le Sommeil sous les blés, 1927Écrit avec Aristide Fabre. Réédition sous le titre Celle qui dormait sous la terre, 1930
- Le Chemin des hirondelles, 1928Écrit avec Aristide Fabre. (lire en ligne sur Gallica)
- Sur l'écran du cinéma, 1930Écrit avec Aristide Fabre.
- Un train sifflait dans la nuit, 1935Écrit avec Hervé de Peslouan.
- Le Maître du bonheur, 1938Écrit avec Hervé de Peslouan.
- Mademoiselle Vert-Vert, 1940Écrit avec Hervé de Peslouan.

### Nouvelles et contes pour enfants
- La Belle Histoire du prince Muguet, 1909 (lire en ligne sur Gallica)
- La Vie à tire d'ailes, 1909
- Le Premier Homme de son espèce, 1912 (lire en ligne sur Gallica)
- Les Animaux chercheurs d'or, 1922 (lire en ligne sur Gallica)
- Gens de la lune, 1932